# Colossendeis japonica
Colossendeis japonica är en havsspindelart som beskrevs av Hoek, P.P.C. 1898. Colossendeis japonica ingår i släktet Colossendeis och familjen Colossendeidae. Inga underarter finns listade i Catalogue of Life.